# 馮冕
馮冕，明朝初期政治人物。
洪武六年，登中書省參知政事。同年，兼署刑部尚书掌部事，给以全禄。